# Campeonato Mundial de Gimnasia Artística de 2013
El XLIV Campeonato Mundial de Gimnasia Artística se celebró en Amberes (Bélgica) entre el 30 de septiembre y el 6 de octubre de 2013 bajo la organización de la Federación Internacional de Gimnasia (FIG) y la Real Federación Belga de Gimnasia. Al igual que en el Mundial de 2009, no se disputó el concurso completo por equipos.
Las competiciones se realizaron en el Palacio de Deportes de la ciudad flamenca.

## Calendario
| ● | Clasificación | ● | Finales |

| Sept/Oct               | Lu 30 | Ma 01 | Mi 02 | Ju 03 | Vi 04 | Sá 05 | Do 06 |
| ---------------------- | ----- | ----- | ----- | ----- | ----- | ----- | ----- |
| Clasificación          | ●     | ●     |       |       |       |       |       |
| Concurso completo ind. |       |       |       | ●     |       |       |       |
| Suelo                  |       |       |       |       |       | ●     |       |
| Caballo con arcos      |       |       |       |       |       | ●     |       |
| Anillas                |       |       |       |       |       | ●     |       |
| Salto                  |       |       |       |       |       |       | ●     |
| Paralelas              |       |       |       |       |       |       | ●     |
| Barra fija             |       |       |       |       |       |       | ●     |

| Sept/Oct               | Lu 30 | Ma 01 | Mi 02 | Ju 03 | Vi 04 | Sá 05 | Do 06 |
| ---------------------- | ----- | ----- | ----- | ----- | ----- | ----- | ----- |
| Clasificación          |       | ●     | ●     |       |       |       |       |
| Concurso completo ind. |       |       |       |       | ●     |       |       |
| Salto                  |       |       |       |       |       | ●     |       |
| Barras asimétricas     |       |       |       |       |       | ●     |       |
| Barra de equilibrio    |       |       |       |       |       |       | ●     |
| Suelo                  |       |       |       |       |       |       | ●     |

## Resultados

### Masculino
| Evento                         | Oro                                           | Plata                                                               | Bronce                                    |
| ------------------------------ | --------------------------------------------- | ------------------------------------------------------------------- | ----------------------------------------- |
| Concurso completo ind. (03.10) | Kohei Uchimura Japón 91,990 pts.              | Ryohei Kato Japón 90,032 pts.                                       | Fabian Hambüchen · Alemania · 89,332 pts. |
| Suelo (05.10)                  | Kenzo Shirai Japón 16,000                     | Jacob Dalton Estados Unidos 15,600                                  | Kohei Uchimura Japón 15,500               |
| Caballo con arcos (05.10)      | Kohei Kameyama Japón 15,833                   | Max Whitlock · Reino Unido · Daniel Corral Barrón · México · 15,633 | —                                         |
| Anillas (05.10)                | Arthur Nabarrete Zanetti · Brasil · 15,800    | Alexandr Balandin · Rusia · 15,733                                  | Brandon Wynn Estados Unidos 15,666        |
| Salto de potro (06.10)         | Yang Hak-Seon Corea del Sur 15,533            | Steven Legendre Estados Unidos 15,249                               | Kristian Thomas Reino Unido 15,233        |
| Paralelas (06.10)              | Lin Chaopan China Kohei Uchimura Japón 15,666 | —                                                                   | John Orozco Estados Unidos 15,533         |
| Barra fija (06.10)             | Epke Zonderland · Países Bajos · 16,000       | Fabian Hambüchen · Alemania · 15,933                                | Kohei Uchimura Japón 15,633               |

### Femenino
| Evento                         | Oro                                     | Plata                                | Bronce                                |
| ------------------------------ | --------------------------------------- | ------------------------------------ | ------------------------------------- |
| Concurso completo ind. (04.10) | Simone Biles Estados Unidos 60,216 pts. | Kyla Ross Estados Unidos 59,332 pts. | Aliyá Mustáfina · Rusia · 58,856 pts. |
| Suelo (06.10)                  | Simone Biles Estados Unidos 15,000      | Vanessa Ferrari · Italia · 14,633    | Larisa Iordache · Rumania · 14,600    |
| Salto de potro (05.10)         | McKayla Maroney Estados Unidos 15,724   | Simone Biles Estados Unidos 15,595   | Hong Un-Jong Corea del Norte 15,483   |
| Barras asimétricas (05.10)     | Huang Huidan China 15,400               | Kyla Ross Estados Unidos 15,266      | Aliyá Mustáfina · Rusia · 15,033      |
| Barra (06.10)                  | Aliyá Mustáfina · Rusia · 14,900        | Kyla Ross Estados Unidos 14,833      | Simone Biles Estados Unidos 14,333    |

## Medallero
| Núm. | País            | Oro | Plata | Bronce | Total |
| ---- | --------------- | --- | ----- | ------ | ----- |
| 1    | Japón           | 4   | 1     | 2      | 7     |
| 2    | Estados Unidos  | 3   | 6     | 3      | 12    |
| 3    | China           | 2   | 0     | 0      | 2     |
| 4    | Rusia           | 1   | 1     | 2      | 4     |
| 5    | Brasil          | 1   | 0     | 0      | 1     |
| 5    | Corea del Sur   | 1   | 0     | 0      | 1     |
| 5    | Países Bajos    | 1   | 0     | 0      | 1     |
| 8    | Reino Unido     | 0   | 1     | 1      | 2     |
| 8    | Alemania        | 0   | 1     | 1      | 2     |
| 10   | Italia          | 0   | 1     | 0      | 1     |
| 10   | México          | 0   | 1     | 0      | 1     |
| 12   | Corea del Norte | 0   | 0     | 1      | 1     |
| 12   | Rumania         | 0   | 0     | 1      | 1     |
|      | TOTAL           | 13  | 12    | 11     | 36    |